# Miroslav Kučera (politik)
Miroslav Kučera (15. listopadu 1913 – ???) byl český a československý politik Československé strany socialistické a poslanec Sněmovny národů Federálního shromáždění za normalizace.

## Biografie
K roku 1971 se profesně uvádí jako mistr sklář. K roku 1976 jako penzista.
Ve volbách roku 1971 zasedl do české části Sněmovny národů (volební obvod č. 37 – Teplice, Severočeský kraj). Mandát obhájil ve volbách roku 1976 (obvod Teplice-Louny-východ). Ve FS setrval do konce funkčního období, tedy do voleb roku 1981.